# Le Portel
Portel – miejscowość i gmina we Francji, w regionie Hauts-de-France, w departamencie Pas-de-Calais.
Według danych na rok 1990 gminę zamieszkiwało 10 615 osób, a gęstość zaludnienia wynosiła 2757 osób/km² (wśród 1549 gmin regionu Nord-Pas-de-Calais Portel plasuje się na 79. miejscu pod względem liczby ludności, natomiast pod względem powierzchni na miejscu 776.).
Urodził tu się dyplomata papieski abp Rémy-Louis Leprêtre OFM.